# Čejč
Čejč (en allemand : Czejtsch ou Tscheitsch) est une commune du district de Hodonín, dans la région de Moravie-du-Sud, en République tchèque. Sa population s'élevait à 1 249 habitants en 2020.

## Géographie
Čejč se trouve à 14 km au sud-ouest de Kyjov, à 16 km au nord-ouest de Hodonín, à 39 km au sud-est de Brno et à 222 km au sud-est de Prague.
La commune est limitée par Terezín au nord, par Hovorany au nord-est et à l'est, par Mutěnice et Čejkovice au sud, et par Kobylí à l'ouest.
Sur le territoire de la commune se trouvait un des deux lacs de Moravie, le lac salé Čejč (cs), dont l'eau était impropre à la consommation. Il a été asséché au XIXe siècle pour gagner des terres pour la culture de la betterave sucrière,.

## Histoire
La première mention écrite du village date de 1222.